# Drosophila ercepeae
Drosophila ercepeae este o specie de muște din genul Drosophila, familia Drosophilidae, descrisă de Tsacas și David în anul 1975. Conform Catalogue of Life specia Drosophila ercepeae nu are subspecii cunoscute.